# آشور-نیراری پنجم
آشور-نیراری پنجم (Aššur-nerarī ,Ashur-nerarī) (آشور-ناراری و آشور-نراری هم گفته می‌شود، Aššur-nararī، Aššur-nirarī)، وی پس از برادرش، آشور-دان سوم به حکومت آشور رسید و از سال ۷۵۵ تا ۷۴۵ پ.م. حکومت کرد.

## فعالیت پادشاه
در زمان وی نیز شمشی-ایلو، فرمانده کل قشون (تورتان - turtanu) قدرت را کمابیش در اختیار داشت و قدرت و سلطهٔ پادشاه کمرنگ و محدود بود. به مدت چهار سال، پادشاه مجبور بود که در سرزمین بماند. رسم پادشاهان آشور چنین بود که هر ساله لشکرکشی و جنگ نمایند و عدم لشکرکشی پادشاه معمولاً نشانگر این بود که قدرت نظامی به‌طور جدی کاهش یافته‌است. با این حال، آشور-نیراری توانست در سال چهارم و پنجم سلطنتش در نامار بجنگد. در سال ۷۴۶ پ. م. شورشی در کشور رخ داد و در سال بعد از آن، تیگلات-پیلسر سوم قدرت را قبضه کرد. ممکن است که تیگلات-پیلسر برادر یا پسر پادشاه بوده باشد یا این که اصلاً ارتباطی با خاندان پادشاهی آشور نداشته بوده‌باشد.